# Tourisme à Laval
Cet article concerne la ville canadienne. Pour la ville française, voir Laval (Mayenne), § Culture locale et patrimoine.
Le tourisme à Laval est une composante importante de l'activité économique de la région de Laval, l'une des vingt-deux régions touristiques du Québec. Laval a été visité par 1,4 million de touristes en 2022. En 2009, elle compte 979 entreprises associées au secteur du tourisme, soit 3 % de toutes les entreprises touristiques du Québec. En moyenne, le tourisme génère plus de 5 900 emplois dans la région.
Créée en 1989 sous la pression d’un lobby efficace, la région touristique de Laval s’étend sur le territoire de la ville de Laval.

## Histoire du tourisme
L'histoire du tourisme dans la région touristique de Laval remonte à...
En 2008, la Conférence régionale des élus de Laval publiait le Plan stratégique de la région de Laval 2008-2013, intitulé Agir pour une région éco-citoyenne et portant sur tous les aspects du développement économique. Certains des objectifs d'intervention concernent le tourisme.
Le 4 mai 2009 a eu lieu le Colloque sur le récréotourisme à Laval, réunissant plus de 130 participants. L'événement a été l’occasion de dévoiler le Plan sectoriel régional de développement de l’offre récréotouristique de Laval et de lancer officiellement l’Entente de partenariat régional en tourisme.

## Attractions

### Cosmodôme
Le cosmodôme est un lieu abritant à la fois la Cité de l'astronautique et le Camp spatial, mettant en valeur la conquête de l'espace. Le Camp spatial offre aux jeunes et aux groupes un entraînement similaire à celui des astronautes de la NASA.

### Château Taillefer Lafon
Le Château Taillefer Lafon est le premier vignoble au Québec autorisé à utiliser la désignation « Château », traditionnellement réservée aux grands vignobles européens. Cette désignation est justifiée par la somptueuse construction répondant à ce type d'appellation qui y a été édifiée. Dégustation gratuite de vins blancs et rouges au Château.

### SkyVenture Montréal
Le SkyVenture Montréal est un simulateur de chute libre intérieur qui reproduit les mêmes sensations qu'un saut en parachute. À son ouverture en juin 2009, SkyVenture Montréal est devenue l'une des plus grandes attractions touristiques de Laval.

## Aventures et plein air

### Parc de la Rivière-des-Mille-Îles
Le Parc de la Rivière-des-Mille-Îles est le plus grand parc naturel de la région métropolitaine, dont une partie est reconnue refuge faunique. Il regroupe un ensemble de milieux naturels, des plans d'eau, des îles, des marécages et des berges, qui sont animés et gérés par l'organisme Éco-Nature.

### Route bleue des voyageurs
La Route bleue des voyageurs fait partie du sentier maritime du Saint-Laurent, une voie navigable conçue pour les petites embarcations à faible tirant d'eau tel le kayak et le canot. Il s'agit d'un réseau répertoriant des sites de mises à l'eau, arrêts d'urgence, aires de repos, services d'hébergement, de camping et d'alimentation et autres services dans un rayon de 1 km des sites.

## Festivals et événements

### Fête de la famille
La Fête de la famille est un événement municipal annuel qui se déroule au Centre de la nature le dimanche précédant la fête du Travail. Cet événement vise à rassembler les familles provenant de tous les quartiers de Laval. De nombreuses activités y sont présentées, telles que des jeux gonflables, des spectacles musicaux pour tous âges, des amuseurs de rues, du maquillage, etc.

### Mondial Loto-Québec de Laval
Le Mondial Loto-Québec de Laval est l'un des plus importants festivals d'été de musique au Québec, en plus d'être le plus important carrefour pour les chœurs et les ensembles vocaux en Amérique du Nord. En juin et juillet, les plus grandes stars nationales et internationales de la musique s'y produisent, accompagnées par de vastes collectifs chantants.

## Hébergement
En 2012, la région touristique de Laval comptait 1521 unités d'hébergement disponibles quotidiennement dans les établissements hôteliers et résidences de tourisme, de quatre unités de location et plus. De ce nombre, 1039 ont été occupées, donnant un taux d'occupation de 68,3 %. Le prix quotidien moyen était de 104,30$. Avec 1521 unités d'hébergement disponibles quotidiennement, Laval est la 14e région parmi les 22 régions touristiques du Québec selon le nombre d'unités d'hébergement disponibles quotidiennement. Le nombre d'unités représentaient 2 % de l'ensemble du Québec. Elle est la région touristique où le taux d'occupation quotidien est le plus élevé au Québec parmi les 22 régions.
Tableau de l'évolution du secteur de l'hébergement dans la région touristique de Laval, toutes tailles d'établissements confondues, de 2008 à 2012
|      | Unités disponibles | Taux d'occupation moyen (%) | Prix quotidien moyen ($) |
| ---- | ------------------ | --------------------------- | ------------------------ |
| 2012 | 1 521              | 68,3                        | 104,30                   |
| 2011 | 1 542              | 65,4                        | 106,80                   |
| 2010 | 1 719              | 59,0                        | 104,30                   |
| 2009 | 1 723              | 58,7                        | 103,50                   |
| 2008 | 1 715              | 62,8                        | 104,90                   |

## Transport
La principale compagnie du transport à Laval se nomme : Société de transport de Laval. Cette compagnie gère les circuits de bus voyageurs, et aussi, la majorité des taxis.
Aussi, Coop-Taxi Laval gère les taxis de Laval depuis 1972. Cette compagnie offre différents services dont les taxis réguliers, les voitures adaptées pour fauteuil roulant ou bien du transport scolaire.

## Restauration, gastronomie et produits du terroir
Dans le secteur de la restauration et des services alimentaires, en 2011, la région touristique de Laval comptait 710 établissements de restauration qui ont procuré 6 900 emplois et rapporté des recettes totalisant près de 290 millions de dollars. Le nombre d'établissements et le nombre d'emplois représentaient 4 % de l'ensemble du Québec et les recettes en représentaient 3%.

## Lauréats régionaux des Grands Prix du tourisme en 2012
- Annie Bourassa, responsable de l’animation et de l’éducation Musée Armand-Frappier
- Olivier Lalonde, directeur des opérations C.I.EAU (Centre d’interprétation de l’eau)
- Mondial Loto-Québec Laval
- Maeva Surf
- Cosmodôme
- Parc de la Rivière-des-Mille-Îles
- La Ferme Grover double sa production.

## Tourisme Laval
Tourisme Laval est une corporation à but non lucratif reconnue par Tourisme Québec comme association touristique régionale. Tourisme Laval regroupe les intervenants touristiques de la région de Laval pour favoriser la concertation et le développement de la destination. Elle est l'organisme responsable de l'accueil, la promotion et la mise en marché de la destination, en collaboration avec les partenaires institutionnels et les entreprises de l'industrie touristique. En 2013, la marque touristique de Laval identifiée et promue par Tourisme Laval est contenue dans les slogans « Plein d'affaires à faire », en français, ou « More to explore », en anglais.
Tourisme Laval propose un programme de crédits marketing à ses établissements d’hébergement membres, auquel il alloue un maximum de 15 % du budget constitué à partir de la taxe sur l’hébergement.